# Терминатор: Хрониките на Сара Конър
„Терминатор: Хрониките на Сара Конър“ (на английски: Terminator: The Sarah Connor Chronicles) е американски научнофантастичен сериал, продуциран от Warner Bros. Television и C2-Pictures.
Върти се около живота на Сара и Джон Конър, следвайки събитията от „Терминатор 2: Денят на страшния съд“. Сценаристите игнорират събитията от „Терминатор 3: Бунтът на машините“

## Сюжет
В края на „Терминатор 2: Денят на страшния съд“ Сара, Джон и Терминаторът успешно унищожават Т-1000 и ръката и чипа от първия терминатор. Самият Терминатор се самоунищожава, за да предотврати каквито и да е технологии от бъдещето, заимствани от него, да бъдат използвани за създаване на Скайнет. Сара и Джон се изправят пред реалността че и други врагове от бъдещето може да се прехвърлят в миналото, за да ги убият, а освен това те вече са издирвани от властите. В крайна сметка те успяват да отложат Страшния съд от 1997 на 2011 година.
 Внимание:  Текстът по-долу разкрива сюжета на произведението (или части от него)!
Подтикнати от завръщането на терминаторите в техния живот, Сара и Джон решават да спрат да бягат и да се съсредоточат върху предотвратяване създаването на Скайнет. Те са подпомогнати от Камерън- терминатор, който се появява като ученичка в училището на Джон и чиято мисия е да го защитава. Междувременно агентът от ФБР Джеймс Елисън преследва Сара и сина ѝ, вярвайки, че тя е побъркана.
Когато започва сериалът действието се развива през 1999 г., но с помощта на Камерън те прескачат във времето и се озовават в наше време, малко преди да бъде създаден Скайнет (2007 г.). Оказва се, че смъртта на Майлс Дайсън в „Терминатор 2“ не е успяла да предотврати създаването на Скайнет и сега те трябва да открият кой ще наследи изследванията на Майлс и ще доведе до апокалипсиса. Камерън завежда Сара и Джон до скривалището на четирима бойци на съпротивата, изпратени от бъдещето да помогнат за спирането на Скайнет. Те обаче намират трима от тях убити от неизвестен киборг. Сара намира в скривалището им списък с имена на хора, заподозрени от тях, че могат да имат връзка със Скайнет.

## Герои

### Главни герои
- Сара Конър (Лина Хийди) е главен герой в сериала. Майка на Джон Конър, който един ден ще поведе човешката съпротива срещу Скайнет. Според властите, които не вярват в нейните истории за Терминатори, тя е умствено разстроен беглец.
- Джон Конър (Томас Декър) е син на Сара. Бъдещ лидер на Съпротивата. В началото на сериала е на 15 години, в последнита серия на първия сезон навършва 16.
- Камерън Филипс (Съмър Глау) е терминатор, изпратен назад във времето от 2027 година, за да защитава Джон Конър. Нейният модел и пълни възможности все още не са разкрити. Тя може да имитира човешко поведение по-добре от модел Т-800 и да приема храна.
- Джеймс Елисън (Ричард Джоунс) е агент на ФБР, който преследва Сара Конър. След като попада на доста необясними за него доказателства, започва да се чуди дали Сара наистина е побъркана.
- Дерек Рийз (Брайън Остин Грийн) е боец от Съпротивата, изпратен в миналото от бъдещия Джон Конър. Той е по-големият брат на Кайл Рийз и биологичен чичо на Джон. Дерек познава Камерън от бъдещето, но все още не ѝ вярва напълно. Появява се периодично през първия сезон, но през втория заема основна роля.

### Второстепенни герои
- Кромарти (Оуейн Йоман, после Гарет Дилахънт) е терминатор, изпратен назад във времето, за да убие Джон Конър в пилотния епизод. След като получава сериозни повреди по биологичното си покритие, се показва неговият метален ендоскелет. Намира ново биологично покритие в епизода „Турчинът“ и продължава своето търсене на Джон, за да го убие.
- Чарли Диксън (Дийн Уинтърс) е бившият годеник на Сара. Той я търси в голяма част от епизодите. В оригиналния пилотен епизод неговият герой се казва Бърк Даниелс и се играе от Том Гуиний.
- Анди Гуд (Брендън Хайнс) е отпаднал студент от Калтех, който има връзки със Сайбърдайн Системс и е работил като асистент на Майлс Дайсън. Той създава напреднал изкуствен интелект, който играе шах – „Турчинът“. Сара се бои, че „Турчинът“ ще доведе до създаването на Скайнет. След като „Турчинът“ губи шахматен двубой с японски компютър, Анди е убит от Дерек Рийз.
- Картър (Брайън Блум) е терминатор изпратен назад във времето да запази голямо количество колтан, който се използва за създаването на едноскелети на терминаторите. Камерън го заключва във военно бомбоубежище.
- Вик (Мат Макколм) е терминатор модел Т-888, изпратен да помогне за създаването на система за наблюдение на трафика, която Скайнет се надява да използва в бъдеще. Той е нов модел шпионин и има съпруга, която е водещ мениджър на проекта. Вик убива една от политическите ѝ опонентки и приспособява мисията си, като напада група бойци на съпротивата, в това число и Дерек Рийз, след като разбира, че един от тях шпионира жена му. Унищожен е от Камерън, която запазва процесора му за анализ.
- Шери Уестън (Кристина Апгър) е партньор на Джон в часовете по химия, която изглежда доста угрижена и отбягва всеки, който иска да се сприятели с нея, дори и Джон. Морис, съученик на Джон в новото му училище, му казва, че Шери може да има нарушен живот заради неизвестен инцидент в предишното училище, което е посещавала.

## „Терминатор: Хрониките на Сара Конър“ в България
В България сериалът започва излъчването си на 24 юни 2008 г. по Нова телевизия с разписание всеки делник от 22:30. Първи сезон завършва на 4 юли.
На 14 септември 2009 г. сериалът започва повторно излъчване по Диема, всеки делник от 20:00. Първи сезон завършва на 24 септември, а веднага след него на 25 септември започват премиерите на втори сезон, където заглавието е преведено като „Терминатор: Дневниците на Сара Конър“. От 6 октомври сериалът е временно спрян. На 18 юли 2010 г. започва повторно излъчване от втори сезон, всяка събота и неделя от 16:00 с повторение на следващия ден от 03:00. От 14 август се излъчва от 15:30, а повторението е от 03:45. Последният епизод е излъчен на 10 октомври, а осемнайсети епизод остава неизлъчен. На 7 февруари 2011 г. започва още веднъж втори сезон с разписание в неделя и понеделник след полунощ обикновено след 02:00 или 03:00, а неизлъченият епизод е пуснат на 13 март.
Дублажът е на Арс Диджитал Студио, чието име се споменава във втори сезон. Ролите се озвучават от артистите Ева Демирева, Гергана Стоянова в първи сезон, Нина Гавазова във втори, Веселин Калановски и Виктор Танев.